# Stuart Whitman
Stuart Maxwell Whitman (San Francisco, California, 1 de febrero de 1928-Montecito, California, 16 de marzo de 2020) fue un actor de televisión y cine estadounidense, conocido por su legendaria carrera en ambos medios.
Interpretó muchos papeles importantes en una gran variedad de géneros. Algunos de estos créditos incluyen películas como Bombers B-52 (1957) o el drama The Mark, papel por el cual fue nominado como mejor actor para los premios Óscar en 1961, la película del Oeste Los comancheros (1961) con John Wayne, la lujosa comedia sobre aviación Those Magnificent Men in their Flying Machines (1965) o la película de terror Night of the Lepus (1972). En televisión, fue conocido por sus papeles en las series Highway Patrol (1955-1957) (Policía de tráfico), el western semanal con duración de noventa minutos Cimarron Strip (1967) (Cimarrón), Superboy (1988-1992), Knight Rider (1984) o The A Team, entre otras.

## Carrera artística
Creció en Nueva York hasta la edad de doce años. Su familia se ubicó en Los Ángeles, California. Terminó sus estudios secundarios en 1945 y se retiró con honores del Cuerpo de Ingenieros del Ejército de los Estados Unidos en 1948. 
Después de esto, comenzó a estudiar actuación y apareció en papeles pequeños en películas como When Worlds Collide (1951), de Rudolph Maté y The Day the Earth Stood Still (1951), de Robert Wise. Hasta 1957, tuvo una racha de trabajo participando en películas dirigidas por directores notables. En la televisión fue un invitado frecuente en series como Dr Christian, The Roy Rogers Show, Death Valley Days y también tuvo un papel recurrente en Highway Patrol. Esto lo llevó al papel en John H. Trouble, protagonizada por la actriz Ethel Barrymore.
A fines de los años 1950, el estudio 20th Century Fox comenzó al desarrollo de nuevo talento. El principal productor Buddy Adler eligió a Whitman para ser uno de los nuevos nombres que firmaron con Fox como parte de construcción de programas de estrellas de 3-4 millones de dólares. Durante los dos años siguientes, continuó trabajando con directores prominentes, en el reparto principal. Estos son William A. Wellman con Darby Rangers, (1958), con James Garner, Frank Borzage con China Doll (1958), Don Siegel con Hound-Dog Man (1959), Richard Fleischer con These Thousand Hills (1958), Andrew L. Stone con The Decks Ran Red (1958), Henry Koster con The Story of Ruth (1960), y Guy Green con The Mark (1961), una interpretación por la que fue nominado como mejor actor. En la película de Henry Koster The Story of Ruth, Stuart Rosenberg tuvo crédito con Burt Balaban para Murder, Inc. con Peter Falk, Michael Curtiz en The Comancheros (1961).
Establecido ya como actor, siguió apareciendo tanto en películas como en la televisión desde 1962 hasta 1972. Continuó con notables directores en películas que tuvieron varios grados de éxito. Sus papeles destacados en ese tiempo fue en la película épica de la Segunda Guerra Mundial con la participación de estrellas mundiales The Longest Day (1962) y la película de Ken Annakin Those Magnificent Men in their Flying Machines (1965). Al final tuvo un período en películas de la comedia británica, que trata de los primeros días de la aviación, la cual tuvo en éxito formidable en la taquilla. Tomó el papel principal en la serie del oeste llamada Cimarron Strip, la cual salió al aire en 1967. El espectáculo no llenó las expectativas a pesar de tener una gran producción con grandes costos pero no elevó el índice de audiencia por lo cual la serie no fue renovada. En 1973, Whitman actuó en la película de terror Night of the Lepus. De acuerdo al actor, la pobre calidad de la película afectó su reputación profesional. Desde este punto hasta 1987, regularmente apareció en series de televisión importantes de ese tiempo, algunas de ellas incluyen The Streets of San Francisco, Love, American Style, Quincy, M.E., The A-Team, S.W.A.T., Fantasy Island, y Murder, She Wrote, entre las más importantes.
Apareció en películas para la televisión y en miniseries como The Pirate, Condominium, Once Upon a Texas Train, etc. Durante este tiempo apareció en varios géneros de películas incluyendo protagonismos con Fred Williamson en Mean Johnny Barrow, Crazy Mama de Jonathan Demme y en varias colaboraciones con el director René Cardona Jr. etc. En 1988, representó a Superboy, una adaptación del libro de cómics el cual interpretó hasta 1992. Al final interpretó a Jonathan Kent, el padre adoptivo del superhéroe. En 1990, tuvo un papel recurrente en Knots Landing. En ese tiempo, actuó dos veces en dos horas en western especiales. Primero fue en 1993 en el debut de Bruce Campbell en The Adventures of Brisco County, Jr.
La segunda ocasión en 1994 con Chuck Norris en la serie Walker, Texas Ranger en el episodio "La reunión". Apareció en varias series de televisión y en series con gran proyección así como otros proyectos hasta 2000. Se retiró como actor después de estas actuaciones.

## Fallecimiento
Falleció a consecuencia del cáncer de piel que padecía; a los noventa y dos años en su domicilio de Montecito, el 16 de marzo de 2020.

## Premios y distinciones
Premios Óscar
| Año  | Categoría   | Película       | Resultado |
| ---- | ----------- | -------------- | --------- |
| 1962 | Mejor actor | Hombre marcado | Nominado  |